# Exolo
L'exolo è un composto di cobalto preparato per la prima volta da Alfred Werner nel 1914, ed è stato il primo composto chirale privo di carbonio. Il sale ha formula [Co{(OH)2Co(NH3)4}3](SO4)3 e fu preparato a partire dal solfato di cobalto(II).
La risoluzione chirale di questo composto fu possibile trattando una soluzione del bromuro di questo sale con D-(+)-bromocanfora-solfonato d'argento in acido acetico diluito. Il sale del  D-exolo precipitò e la specie L-exolo rimase in soluzione. (D-exolo e L-exolo sono enantiomeri).
Werner pubblicò anche un secondo exolo achirale (un prodotto secondario minoritario della sintesi del sale di Fremy) che identificò in modo errato come trimero lineare:
Nel 2004 nuove ricerche sul secondo exolo trovarono che in realtà si tratta di una specie esanucleare (contenente sei centri cobalto):